# Perxylobates longissimus
Perxylobates longissimus är en kvalsterart som först beskrevs av Warburton 1912.  Perxylobates longissimus ingår i släktet Perxylobates och familjen Protoribatidae. Inga underarter finns listade i Catalogue of Life.